# ありな書房
ありな書房（ありなしょぼう）は、日本の出版社である。1981年創業。

## 概要
1981年創業。美術関連書・人文書を多く手掛け、「言葉とイメージの融合、あるいはエロスの視覚化」をモットーとしている。伊藤博明や高山宏の著書・訳書を多く刊行する。高山の助言をもとに「プラーツとイタリア異美術史学の路線」を進むようになり、過去に『マリオ・プラーツ芸術論』『マリオ・プラーツ都市文化論』『エンブレム原典叢書』といった叢書を刊行している。
谷川渥は同社について、「ありな書房や国書刊行会などから出る（高山宏の）翻訳書に、私などはどれだけ恩恵を受けたか知れない」と論じている。また、同社刊の山西龍郎『音のアルカディア 角笛の鳴り響くところ』は1996年に第47回芸術選奨新人賞を、小澤京子『都市の解剖学──建築／身体の剥離・斬首・腐爛』は2012年に第3回表象文化論学会賞を受賞している。